# Antihepialus antarcticus
Antihepialus antarcticus är en fjärilsart som beskrevs av Hans Daniel Johan Wallengren 1860. Antihepialus antarcticus ingår i släktet Antihepialus och familjen rotfjärilar. Inga underarter finns listade i Catalogue of Life.